# Gerdberndia nubigena
Gerdberndia nubigena är en skalbaggsart som först beskrevs av Semenov och Plavilstshikov 1936.  Gerdberndia nubigena ingår i släktet Gerdberndia och familjen långhorningar.
Artens utbredningsområde är Nepal. Inga underarter finns listade i Catalogue of Life.